# Какамо сул Лаго (Мачерата)
Какамо сул Лаго (итал. Caccamo sul Lago) насеље је у Италији у округу Мачерата, региону Марке.
Према процени из 2011. у насељу је живело 265 становника. Насеље се налази на надморској висини од 277 м.